# Tyson R. Roberts
Tyson Royal Roberts ist ein amerikanischer Ichthyologe.
Tyson Roberts erwarb an der Stanford University in Kalifornien seine Abschlüsse B.A. 1961 und Ph.D. 1968. In seiner Doktorarbeit untersuchte er die Osteologie und Phylogenetik der salmlerartigen Fische. Er ist wissenschaftlicher Mitarbeiter am Smithsonian Tropical Research Institute in Panama und Angehöriger des Conservation Genetics and Ecology Laboratory der thailändischen Mahidol University. Er erhielt 1999 ein Guggenheim-Stipendium für Forschungsarbeiten auf dem Gebiet organismischer Biologie und Ökologie.
Seine Arbeitsgebiete sind die Systematik, Ökologie und Entwicklung tropischer Süßwasserfische Afrikas, Asiens und Südamerikas sowie der ozeanischen Riemenfische.